# Charlotte von Weiß. Der Roman einer schönen Frau
Die historische Romanbiographie Charlotte von Weiß, die von der deutschen Schriftstellerin Clara Viebig im Jahr 1929 veröffentlicht wurde, widmet sich dem Leben der schönen und von der Natur aus begünstigten Charlotte von Weiß bzw. von Ursinus, die an mehreren Menschen zur Giftmörderin wird.

## Handlung
Die etwa 13-jährige Charlotte lebt mit ihren Eltern in dem preußischen Kreisstädtchen Stendal, wo ihr Vater ein schlecht dotiertes Amt als Kammerrat innehat. Man respektiert den Fremden und seine Familie kaum, da er aus dem ungeliebten katholischen Österreich stammt und seinerzeit in preußische Dienste gelangt war, da er in verräterischer Weise einige Aktenstücke über geheime österreich-russische Abkommen an Preußen ausgeliefert hatte. Die Mutter, eine geborene Witte und bürgerlicher Herkunft, ist eine vom Leben enttäuschte, gefühlskalte Frau.
Aufsehen erregt die junge Charlotte, die als eine Erscheinung mit zartem Gesicht geschildert wird, das von blonden Locken umrahmt ist. Sie schaut mit rätselhaften, meergrün-schillernden Augen mit glänzenden Pupillen in die Welt, die sich allerdings auch „wie bei einer Katze zu schmalen Strichen“ verengen können. Man nimmt jedoch nur die Anmut des schönen Kindes wahr.
Die Familie lebt in Armut, ist aber darum bemüht, den Schein des Wohlstandes nach außen zu wahren. So wird im Winter kaum geheizt und man hungert lieber, um sich standesgemäß zu kleiden. „In den Magen sieht dir keiner, mon enfant, …. aber was man anhat, das sehen die Leute“, so tröstet die Mutter die hungrige Tochter, und Charlotte träumt: „Wenn sie erst alt genug dazu war, heiratete sie aber recht rasch, einen Mann, der Geld hatte, damit sie sich satt essen konnte.“ Die Mutter trachtet danach, den Töchtern einen gesellschaftlichen Aufstieg zu ermöglichen. Ihre ältere Tochter Henriette hat sie bereits an einen Hofrat von Hauke in Spandau verheiratet. In der Hoffnung, Charlotte noch weit besser verheiraten zu können, soll auch den Eltern eine sorgenfreiere Zukunft gesichert werden.
Charlotte muss täglich in der eiskalten Kirche die Frühmesse besuchen, wo sie die Flügel des Hochaltars betrachtet. Dort stechen die „umstrahlten Gesichter der Heiligen“ gegen die „verzerrt-finsteren Gestalten der Bösen doppelt ab […]: Teufel, Dämonen, aber Menschen waren es auch.“ Charlotte ist fasziniert:

„Wohl hielt sie ihr Messbüchlein vor sich in beiden Händen, aber über die Seiten weg schweiften ihre Blicke. Andacht war nicht in ihrem Innern, obgleich es danach aussah. Ihr zartes, leicht emporgehobenes Gesicht schimmerte wie eine weiße Blüte aus der dunklen Kapuze, die man ihr, der Morgenkälte wegen, über die Locken gezogen hatte.“

Eine seltsame Szene erzählt Frau von Weiß einer Freundin: Die sieben Kätzchen der Hauskatze sollen ertränkt werden. Als der Bediente sich weigert, dies zu tun, übernimmt Charlotte den Auftrag: „Da sagt das gute Kind und lächelt dabei unter Tränen, die ihr unter den langen Wimpern hervorquellen: ‚Ich werde es tun. Und zwar sofort, ehe sie wissen, dass sie sterben.‘“ Anschließend tröstet Charlotte die Katze damit, „daß ihre Kätzchen nun im Himmel sind, und spricht so zärtlich zu ihr und mit einer so lieben Stimme, dass es mich fast rührt.“ Selbst für ihre Mutter ist Charlotte ein „merkwürdiges Kind.“
Charlottes Begleiterin ist Zéphire, eine junge Zofe aus hugenottischer Familie, die der Tochter die französische Sprache vermitteln soll, und bei der Charlotte Zuwendung findet. Da Zéphire schlecht schreiben kann, hilft Charlotte ihr beim Abfassen von Briefen an den Verlobten. Im ungeheizten Zimmer suche beide Wärme, indem sie gemeinsam in ein Bett schlüpfen. Charlottes Zärtlichkeiten enden mit einem Biss in die Brust der Zofe, und auf deren Aufschrei erwidert sie: „Das soll auch wehtun […]. Was dir weh tut, das tut mir wohl.“ Will aber die Zofe flüchten, so bittet Charlotte: „Bleibe! Du bist weich und warm. Ich liebe nur Dich!“ Als die beiden Mädchen eines Abends von der Mutter entdeckt werden, wird Zéphire aus dem Haus gejagt, unter heftigem Protest Charlottes, die daraufhin erkrankt.
Nach ihrer Genesung beschließt die Mutter, Charlotte nach Spandau, ins Haus der älteren Tochter Henriette zu schicken. Mit dieser Entscheidung verbindet Frau Weiß die Hoffnung, ihre schöne Tochter werde dort bald einen reichen Mann finden, oder ihre in Charlottenburg wohnende wohlhabende und ledige Schwester Christiane Witte werde Charlotte zur Erbin einsetzen. Die Reise nach Berlin unternimmt Charlotte in Gesellschaft von Theodor Ursinus, einem etwa 50-jährigen höheren Beamten, der von ihrer Erscheinung sehr angetan ist. Als er aber miterleben muss, dass sie über das Essen „wie ein ausgehungerter junger Wolf“ herfällt, wird ihm das Mädchen unheimlich.
Die wohlhabende Tante setzt tatsächlich Charlotte zur Alleinerbin ein. Weniger glücklich ist das Mädchen über die Avancen von Haukes, der lieber die schöne Schwägerin als seine meist schwangere Frau neben sich sieht. Dessen Vorschlag, zum Protestantismus überzutreten folgt Charlotte direkt, da Zéphire diesem Glauben angehangen hatte. Zur Vorbereitung auf die Konfirmation wird Charlotte zu dem Hilfsgeistlichen Gotthold Bange geschickt, an dem sie ihre Verführungskünste übt und feststellt: „Also man hat so viel Macht, daß man selbst einen Heiligen zwingen kann.“
Bei einer zufälligen Begegnung mit König Friedrich dem Großen auf der Promenade verspürt Charlotte den Wunsch, so wie er, eine „Persönlichkeit“ zu werden: „Nicht weich durfte man sein, nicht sentimental, nichts verspielen und nichts verschenken, bewußt mußte man alles tun.“ Auch Begegnungen anderer Art in Berlin beschäftigen Charlotte. Sie ist hingerissen von Kriminalgeschichten. Ein Sträfling, ein ehemaliger Soldat, der wegen Insubordination zu zwanzig Jahren Kerker verurteilt wurde, war auf der Flucht erfroren; des Weiteren wird eine Fischersfrau verurteilt, die das Neugeborene ihrer geistig behinderten Tochter getötet hat: „Sie [die Fischersfrau] sagte immer nur: ‚Zu arm, zu arm‘, schlug sich an die Brust und wiederholte wieder ‚Zu arm.‘“ Die öffentliche Enthauptung der Frau wird von den Herrschaften als „ein warnendes Schauspiel und sehr erziehlich“ gutgeheißen.
Als sie die Emilia Galotti auf der Bühne spielt, erhält Charlotte großen Beifall und man stellt gar fest, sie „hätte das Zeug, die größte Schauspielern des Jahrhunderts zu werden.“ Das Schlüpfen in Rollen liegt ihr, aber schließlich ist sie sich ihrer Identität nicht mehr sicher: „Kannte Charlotte sich denn selber? Sie fühlte nur, daß es ihr lag und ihr gefiel, eine andere vorzutäuschen, als sie in Wirklichkeit war.“ Als sie sich auf einem Ball leidenschaftlich in Leutnant von Revell, einen verschuldeten Lebemann verliebt, nimmt Schwager Hauke dies zum Anlass, sich für eine Zurückweisung Charlottes zu rächen. Er schickt sie zurück nach Stendal.
Charlotte hasst das Leben in ihrer immer mehr verarmenden Familie und nimmt schließlich auf das Drängen ihrer Mutter einen Heiratsantrag des Ursinus an. Der Vater zweifelt: „War das denn Lottes Wohl, wenn sie diesen schon ältlichen und dazu noch kränklichen Mann heiratete?“, er aber wird nicht weiter gefragt. Ursinus handelt auf Initiative von Tante Witte, die ihm das Mädchen als ‚etwas ganz Besonderes‘ ans Herz gelegt hat. Charlotte graut vor dieser Ehe. Kurz vor der Hochzeit schneidet sie sich die Pulsadern auf, jedoch wird der Selbstmordversuch von der Mutter als Unfall vertuscht, und die Eheschließung findet statt. Wider Erwarten arrangieren sich die beiden ungleichen Eheleute in harmonischer Weise, da Charlotte ihrem Ehemann in der Hochzeitsnacht „aus einer Situation herausgeholfen [hat], deren Verlegenheit einen Mann sonst zur Verzweiflung gebracht hätte.“ Ursinus tut alles, um seiner jungen Frau das Leben angenehm zu machen, und auch sie tritt als fürsorgliche Gattin auf. Insgeheim sehnt sie sich aber nach einem anderen Leben in Berlin.
Zehn Jahre später erfolgt die von Charlotte heiß ersehnte Versetzung von Ursinus nach Berlin. In der Zwischenzeit hat sich die inzwischen 29-Jährige auf ein Leben in städtischen Kreisen vorbereitet. Das Haus der Eheleute wird zu einem Zentrum des gesellschaftlichen Lebens, wobei sich Charlotte erneut verliebt, in einen Attaché der holländischen Gesandtschaft namens von Ragay. Ursinus nimmt den Attaché und dessen Diener Benjamin Klein in sein Haus auf, wobei er geflissentlich übersieht, dass der Attaché der Geliebte seiner Frau wird. Doch der kränkelnde von Ragay, der um seine Karriere fürchtet, entzieht sich bald, mit Hilfe seines Dieners, der ungezügelten Liebe Charlottes, worauf diese krank wird. Von Ragay verstirbt bald darauf an Schwindsucht.
Charlotte ist es leid, ihre Ehe fortzuführen zu sein und vergiftet ihren Ehemann am Abend seines 75. Geburtstages mit Arsenik. Der Mord fällt nicht auf, und nach einer Trauerzeit macht die Ursinus erneut ihr Haus zum Mittelpunkt des gesellschaftlichen Geschehens. Aber das erhoffte Glück in Form eines männlichen Bewerbers tritt nicht ein. Überdies wird sie von Albträumen geplagt, in denen Ursinus allgegenwärtig ist; „eine ungeheure Last senkte sich mit der Finsternis der Nacht auf die Finsternis ihrer Seele.“ Charlotte wird sich ihrer Einsamkeit als alternde Frau ohne Kinder bewusst und denkt sehnsüchtig an Zéphire, denn „nie wieder hatte sie jemanden gefunden, der sie so selbstlos lieb gehabt hatte.“
Zu jenem Zeitpunkt ist Christiane Witte schwer erkrankt. Da sie sich den Tod wünscht, beschließt Charlotte, diesem Wunsch mit Arsenik nachzuhelfen und später sich selbst zu töten. Als sie aber dem Todeskampf der Tante beiwohnt, wird sie unsicher und schüttet das restliche Pulver weg.
An Benjamin Klein unternimmt sie einen weiteren Tötungsversuch. Diese ist ihr Vertrauter geworden, denn sie sieht ein: „Einen Menschen mußte man doch haben, vor dem man sich keine Maske vorbindet.“ Dennoch kränkt Charlotte, dass er sie durchschaut, und sie versucht, ihn mit vergifteten Speisen aus dem Weg zu räumen. Der erkrankte Klein lässt eine ihrer Speisen analysieren, und es wird offensichtlich, dass diese Arsenik enthält.
Charlottes Verhaftung und Anklage, wegen dreier Morde und eines Tötungsversuchs, löst in der Bevölkerung Entsetzen aus. Als sie mit der Kutsche zum Friedhof gebracht wird, wo sie der Exhumierung ihrer Tante beiwohnen soll, will jeder sie sehen: „Es war ein Fest für den Pöbel. Der Platz vor der Stadtvogtei war schon schwarz von Menschen […] Gleich kam sie, gleich kam sie ja, die Mörderin, die verfluchte Giftmischerin!“
Der ungerechtfertigte Vorwurf bezüglich Ragays Tod gibt Charlotte Kraft, sodass sie den dilettantischen Justizkommissar Blume glauben macht, sie sei an Ursinus‘ Tod unschuldig, zumal die Obduktionsbefunde bei ihrem Gemahl negativ, bei der Tante uneindeutig sind. Den Tötungsversuch an Klein kann sie nicht leugnen. Gegen die Anklage formuliert Charlotte selbst eine brillante Verteidigungsschrift, in der sie ihre brillanten Fähigkeiten zur Argumentation nutzt. Sie warnt vor einem Fehlurteil, verweist auf ihre zerstörte Gesundheit sowie ihre Selbstmordversuche und insbesondere auf ihre Mutter:

„Sie hat mich niemals geliebt. Um Liebe bin ich betrogen worden mein ganzes Leben. Liebe hat mir gefehlt, die Liebe, die gut macht und glücklich. Aus dem Leben, das mir nichts gab, wollte ich immer fliehen.“

Letztlich gelingt es Charlotte, die am Justizvollzug beteiligten Männer in ihrem Sinne zu manipulieren, und ihr werden lediglich dreißig Jahren Festungshaft auferlegt, die sie in der Festung Glatz verbringen muss. Dieses Urteil gereicht Charlotte zu ihrem Glück, zumal sie beim Verlassen des Gerichtssaals Zéphire, „die Gefährtin ihrer noch schuldlosen Tage“ sieht, „die sie damals so schmerzlich vermißt“ hat. Das geraffte Romanende zeigt Charlotte in ihrer Zelle in der Festungshaft, wo sie wohnlich einrichten durfte und wohin sie Zéphire als Gesellschafterin mitnehmen darf. In den folgenden Jahren verwaltet Charlotte umsichtig ihr nicht unbeträchtliches Vermögen, mehrt es sogar und wird, mit Zéphire als ihrem verlängerten Arm in die Freiheit, zur Wohltäterin der Armen des Städtchens. Nach ihrem Tod wird sie vom gesamten Volk betrauert.

## Stoffgeschichte
Die authentische Geschichte der Giftmörderin Ursinus, geborene Sophie Charlotte Elisabeth von Weingarten (1760–1836) gipfelte in einem aufsehenerregenden Mordprozess, der 1803 in Berlin verhandelt, und in der juristischen Fallsammlung ‚Der neue Pitaval‘ aufgezeichnet wurde. Von der Figur der Ursinus inspiriert, lässt Willibald Alexis diese in seinem Roman Ruhe ist die erste Bürgerpflicht, 1852, als ‚Geheimrätin Lupinus‘ auftreten. Trotz ihrer faszinierenden Seite ist sie hier als eine abgrundtief böse Frau gestaltet, da Alexis‘ Intention ist, den sittlichen Verfall der Gesellschaft und die politische Unfähigkeit der Epoche der napoleonischen Eroberungskriege darzustellen.
Im Jahr 1929 verfolgt Viebig eher die Absicht, die psychologische Komponente des Falls zu beleuchten. Sie fragt danach, ob Charlotte als kaltblütige Mörderin gehandelt habe oder ob sie selbst ein Opfer der Verhältnisse geworden sei.

### Verbrecherliteratur in der Weimarer Republik
Mit der Gestaltung von Verbrecherliteratur greift Viebig einen Trend ihrer Zeit auf, der als Reaktion auf die virulente Diskussion über das Justiz- und Strafwesen der späten Weimarer Republik gesehen werden kann. Reformbedürftigkeit bestand in mehrfacher Hinsicht, da die Kriminalrate, insbesondere bei Frauen, sprunghaft angestiegen war. Hiermit war die Frage verknüpft worden, ob gleichgeschlechtliche Liebe unter Frauen mitverantwortlich sei für den Anstieg von Delikten.
In jener Zeit entstehen mehrere Werke, deren Autoren sich mit Urteilen, Fehlurteilen und der Reform des Justizvollzugs beschäftigen. So veröffentlicht Ricarda Huch 1917 ihr Werk über einen Giftmordprozess ‚Der Fall Deruga‘; Jakob Wassermann publiziert 1928 seinen Roman ‚Der Fall Maurizius‘, in dem es um die Aufdeckung eines Fehlurteils geht. Zu nennen sind ferner Alfred Döblins 1929 publizierter Roman Berlin Alexanderplatz über den entlassenen Sträfling Franz Biberkopf wie auch Friedrich Wolfs Schauspiel Cyankali - § 218, in welchem die Problematik mittelloser schwangerer Frauen bei der Abtreibung thematisiert wird.
Viebig sieht sich mit ihrem Werk in der Tradition der Verbrecherliteratur, aber auch in derjenigen historischer Romanschreiber: „Und wenn ich versucht habe, in der Heldin meines letzten Romans, in der ‚Charlotte von Weiß‘, die als Geheimrätin Ursinus eine traurige Berühmtheit unter den Verbrechern aller Zeiten gewonnen hat, eine wirkliche Persönlichkeit zu schildern, so glaube ich auch hier eine Form des historischen Romans gefunden zu haben, die die Arbeit meiner Vorgänger auf diesem Gebiet, Alexis und Fontane“, weiter bildet.

## Biographische Bezüge
Schon früh, in ihrem Pensionsjahr beim Landgerichtsrat Mathieu, kommt Viebig mit Kriminalthemen in Kontakt:

„Dies kommt aus der Zeit, wo ich in Trier wohnte […] bei einem unserer guten Freunde, der Untersuchungsrichter war. Wenn er vor Ort untersuchte, nahm er mich oft mit. Während er sich seiner Aufgaben entledigte, ging ich spazieren oder ich erwartete ihn in der Herberge und sperrte Augen und Ohren auf.“

Es sei Mathieu gewesen, der ihr Verständnis dafür geweckt habe, „den Gründen nachzugehen, die aus so manchem unschuldigen Kind den späteren Schuldigen werden lassen.“ Dies mag ein Grund sein, warum sie sich nur für Verbrechen interessiert, die ihr „ein psychologisches Problem zu lösen gaben.“ Den Fall der Ursinus kennt Viebig aus der Pitaval-Sammlung: „Es war im Jahr 1890 […], als mir im Stormschen Hause zu Husum der ‚Neue Pitaval‘ in die Hände fiel, und der Prozess der Geheimrätin Ursinus aus den ersten Jahren des XIX. Jahrhunderts mir einen bleibenden Eindruck machte.“. Ferner dürfte Viebig den Roman Alexis‘ Ruhe ist die erste Bürgerpflicht gekannt haben.
Über ihre Protagonistin äußert sich Viebig: „Wenn ich in Charlotte von Weiß eine Verbrecherin, eine Giftmischerin darstelle, so hat auch sie etwas, irgend etwas von mir, von meiner eigenen Persönlichkeit! Denn es steckt ja in mir wie in jedem von uns ein Stückchen Engel und ein Stückchen Teufel!“ Auch in weiteren Bereichen besteht durchaus eine Vergleichsmöglichkeit zwischen der Schriftstellerin und ihrer Protagonistin: Beide sind geistig anspruchsvolle weibliche Ausnahmeerscheinungen ihrer Zeit. Charlottes Talent äußert sich in ihrer schriftstellerischen Begabung, die sie bei der Formulierung von Liebesbriefen für Zéphire und nicht zuletzt mit ihren brillanten rhetorischen Kenntnissen zeigt, die ihr bei ihrer Strafverteidigung letztlich den Kopf retten. Ferner wird Charlottes Schauspieltalent bei der Aufführung von Lessings ‚Emilia Galotti‘ erwähnt. Die Möglichkeit der selbständigen Lebensführung eröffnen sich beiden Frauen zunächst nur bedingt, wobei es sich die ein Jahrhundert später lebende Viebig leisten kann, die Möglichkeit einer Geldheirat auszuschlagen, wie sie es in dem Schicksal der Nelda Dallmer in ihrem Roman ‚Rheinlandtöchter‘ gestaltet hat. Charlotte hat diese Möglichkeit nicht, wird aber letztlich ebenfalls zur selbständigen erfolgreichen Frau.
Als weitere Stoffquelle mag Viebig ein Prozess aus dem Jahr 1923 gedient haben, der ganz Berlin in Atem hielt. Es wurde der Fall der zwei ‚Lichtenberger Giftmischerinnen‘, Ellen Klein und Margarete Nebbe, verhandelt, die ihre brutalen Ehemänner mit Arsenik aus dem Weg geräumt hatten, um ihre gegenseitige Zuneigung zu leben. Dass Viebig nicht diesen Prozess, sondern einen historischen Fall literarisch gestaltete, könnte damit zusammenhängen, dass Alfred Döblin bereits 1924 Nebbe und Klein zu den Protagonistinnen seiner Erzählung ‚Die beiden Freundinnen und ihr Giftmord‘ gemacht hatte.
Die Schriftstellerin betont weiterhin, ihr Haustier habe sie bei der Gestaltung ihrer Protagonistin inspiriert: „Ich will verraten, daß in meinem letzten Roman ‚Charlotte von Weiß‘ meine Katze viel dazu beigetragen hat, einer Figur Betonung zu geben.“
Zahlreiche Werke Viebigs verweisen darauf, dass der Abfassung dieses Romans eine längere Auseinandersetzung mit den historischen Gegebenheiten in Deutschland gegen Ende des 18. Jahrhunderts vorangegangen ist.

### Stellung innerhalb von Viebigs Werk
‚Charlotte von Weiß‘, aus dem Spätwerk Clara Viebigs, ist eine Romanbiographie mit vielen Facetten, sodass sie als sozialkritischer, mit Vorbehalten als Berliner Roman, als Verbrecherliteratur und insbesondere als historischer Roman gelesen werden kann.
Zählt man ‚Charlotte von Weiß‘ zu den historischen Romanen der Viebig, so fällt eine Verschränkung von Ereignissen um die Zeitenwende der Französischen Revolution auf. Hier sind ‚Prinzen, Prälaten und Sansculotten‘(1931), ein Roman über die Geschehnisse um den letzten Trierer Kurfürsten Clemens Wenzeslaus, sowie ‚Der Vielgeliebte und die Vielgehaßte‘ (1935) zu nennen, in dem Viebig Wilhelmine von Lichtenau, auch die 'Enke' genannt, die vielgeschmähte Mätresse von Friedrich Wilhelm II. von Preußen, rehabilitiert.
Eine Verschränkung von ‚Charlotte von Weiß’ mit ‚Der Vielgeliebte und die Vielgehaßte’ ist in mehreren Textpassagen offensichtlich: Die Begegnung der 14-jährigen Charlottes mit dem in beiden Romanen auftretenden Friedrich dem Großen führt dazu, dass sie eine ‚Persönlichkeit‘ werden will; außerdem wohnt sie nicht weit entfernt vom Sommersitz der ‚Vielgehassten‘, Wilhelmine von Enke-Lichtenau in der Mohrenstraße, die von Charlotte beneidet wird. Trotz ihres Erfolges fragt sie sich: „Hätte sie nicht so wie die Enke in Berlin ihre Kindheit verleben können? Wenn ‚sie‘ nun dem Kronprinzen unter die Augen gekommen wäre?!“ Nach der Verhaftung der Enke äußert sich der Kutscher Charlottes erfreut, ‚das Weib‘ sei nun in der Festung Glogau. Später wird ein Vergleich zwischen den negativen Reaktionen des Volkes bei der Verhaftung der jeweiligen Protagonistin angestellt.
Als Verbrecherliteratur betrachtet, zeigt die Romanbiographie Parallelen zu Viebigs 1907 veröffentlichtem Roman ‚Absolvo te‘, in dem die Protagonistin ebenfalls einen Giftmord an ihrem älteren Ehemann verübt. Bereits früher beschäftigt sich Viebig mit Verurteilung, Lebensbedingungen, Nöten und Sehnsüchten von Sträflingen, nämlich in den Novellen ‚Der Wolf‘, 1901 und ‚Die letzte Nummer‘, 1905, die als Vorstudien für die Darstellung des Sträflingslagers und seiner Insassen in ‚Das Kreuz im Venn‘, 1908, gelten können.

## Interpretationsansätze
Für Helga Abret, die sich intensiv mit Viebigs ‚Charlotte von Weiß‘ auseinandergesetzt hat, vereinigt dieser Roman Mythos und dabei gleichzeitig zeitgenössische Relevanz. Ein Mythos sei das Aufgreifen des Schicksals einer Giftmörderin als böser Frau, das von jeher Angst und Faszination zugleich geweckt habe. Die zeitgenössische Relevanz bestehe in der Auseinandersetzung mit Kriminalität, insbesondere weiblicher Kriminalität, und in der Kritik am Justizwesen.
Im Justizwesen zu Viebigs Zeit wird den Gründen, die zu einer Tat führen, wenig Beachtung geschenkt. Werden bei der Urteilsfindung die Umweltfaktoren des Täters berücksichtigt, so gelingt es, eine simplifizierende Opfer-Täter-Opposition aufzubrechen. Kritik wird ebenfalls geübt an einer Urteilsfindung, die allein abhängig ist von dem Können des Strafverteidigers, und der Härte der Strafen. Nicht zuletzt fordert die Darstellung gleichgeschlechtlicher Frauenliebe, die gegen Ende der Weimarer Republik heftig thematisiert und stigmatisiert wurde, zu einer Neubewertung der Frage auf, ob diese als ein zusätzlicher Faktor der Kriminalisierung von Frauen angesehen werden könne.
Durch die Darstellung von Täter und Opfer als eine sich wechselseitig bedingende Einheit und verweist Viebig auf die Ambivalenz eines jeden Menschen. In diesem Sinne stellt sie in ihrem Psychogramm der schönen Mörderin ihre Protagonistin als eine zerrissene Frau dar, die zugleich engelhaft und teuflisch, schön, aber auch hässlich ist, mit Wärme handelt, aber auch eiskalt kalkuliert: „Da rücken vermeintlich klare Gegensätze wie Gut und Böse enger aneinander, Bewußtsein und Wahnsinn wechseln unkontrolliert und immer wieder fallen entscheidende Handlungen aus dem vermeintlich dicht geknüpften Netz des verantwortbaren Tuns.“
Einerseits ist Charlotte eindeutig eine aktiv handelnde Täterin. In diesem Zusammenhang kommt der Ertränkung der Kätzchen eine exemplarische Funktion zu, da hier zum ersten Mal dargestellt wird, dass sich das junge Mädchen anmaßt, über Leben und Tod von Geschöpfen zu entscheiden, was sich später bei den Vergiftungen bzw. Vergiftungsversuchen fortsetzt. Wird Charlotte als Opfer gesehen, so sind die Armut der Familie, daraus resultierende schlechte Heiratschancen, die emotionale Kälte der Mutter und die Machtlosigkeit des Vaters zu nennen, ferner einer Gesellschaft, die einer jungen Frau keine andere Wahl lässt, als einen viel älteren Mann als Ernährer zu heiraten. Eine weitere Tatsache, die für Charlotte Opfercharakter hat, ist ihre Festlegung auf das Bild des schönen, guten Mädchens durch die Gesellschaft. Ohne bereits eine gefestigte Persönlichkeit zu haben, spielt sie diese Rolle zwar vordergründig, unterläuft sie aber allenthalben durch ihre zweifelhaften oder gar kriminellen Taten.
Ihre kriminellen Taten enden nach ihrer Verurteilung, denn der negative Einfluss ihrer Umwelt ist ausgeschaltet und ihre Persönlichkeit findet Ruhe. Sie darf eine herausragende Stellung einnehmen und mit Zéphire, der einzigen Vertrauten in ihrem Leben, bei der sie Wärme gefunden hat, zusammenleben. Nur wenige Hinweise deuten auf die frühere Gespaltenheit Charlottes hin: In ihrer Zelle hängt der Kupferstich nach Da Vincis Abendmahl, ein Geschenk des von ihr vergifteten Ursinus, zu dem sie oft „einen Blick hinauf[sendet], der den Judas nachdenklich streifte, dann aber mit frommer Inbrunst auf dem milden Antlitz des Christus verweilte.“ Auch liegt die Tote im Sarg mit gefalteten Händen, „an denen zwei Trauringe und ein Ring mit einer weißen Perle glänzen.“ Letztlich kann Charlotte jedoch in dieser, von gesellschaftlichen Zwängen freien Lebenssituation, die ‚Persönlichkeit‘ sein, die sie immer werden wollte, und die ihr angemessene Lebensform realisieren.
Auch die Darstellung der ‚Strafe‘ Charlottes ist eine subversive Weise der Auseinandersetzung mit der gängigen Strafpraxis. Viebigs Protagonistin wird vordergründig juristisch bestraft, letztlich jedoch erlebt sie in der Festungshaft, „ihre glücklichste Zeit“, indem sie ihr Vermögen verwaltet und zur Fürsorgerin der Armen wird.
Eine Parallelfigur hierzu ist die Fischersfrau, die das Neugeborene ihrer behinderten Tochter umgebracht hat. Da sie sich keinen Verteidiger leisten kann, bleibt ihr einigermaßen ungeschickt vorgebrachter Einwand, sie sei ‚arm‘,unberücksichtigt. Ein eindimensionales Gerichtsverfahren lässt offensichtlich Armut und Ausweglosigkeit dieser Person und ihrer behinderten Tochter völlig außer Acht, was deren Verurteilung und Exekution als ungerecht erscheinen lässt. Auch der erfrorene ehemalige Soldat scheint mit seiner zwanzigjährigen Festungshaft, insbesondere aber mit seinem Tod auf der Flucht, eine allzu harte Strafe für sein Vergehen zu erhalten.
Die Darstellung des harmonischen Zusammenlebens von Charlotte mit Zéphire in der Festungshaft weckt eine gewisse Sympathie mit den Protagonistinnen. Hierdurch entsteht ein positives Bild der gleichgeschlechtlichen Liebe, das die Idee, dies könnte zur Kriminalisierung von Frauen beitragen, als unsinnig erweiset und zu Toleranz auffordert.

### Erzählstrategien
Viebig hält sich an traditionelle Schreibtechniken, wobei der Reiz der Erzählung durch das Spiel mit der Perspektive zustande kommt. Unter weitgehendem Verzicht auktorialer Kommentare lässt sie ihre Figuren zur Rede kommen, wobei sie allein durch die Schilderung der Umstände das bewusst macht, was sie kritisiert, aber nicht direkt ausspricht.
In mehrfacher Hinsicht verzichtet Viebig auf eine Schwarz-Weiß-Zeichnung ihrer Charaktere. Selbst die Morde bzw. die Mordversuche Charlottes lassen sie nicht nur als böse oder als Psychopathin erscheinen, denn sie reagiert – sehr menschlich – mit Angstreaktionen und Albträumen. Auch im Verhältnis zwischen Frau und Mann verzichtet sie auf eine Polarisierung und erweist sich hier „als entschiedene Gegnerin der Viktimisierung der Frau“. So wird Charlottes Mutter wesentlich negativer gezeichnet als der Vater. Ursinus hat mit dem Eingehen der Ehe zwar Charlotte in eine ihr verhasste Lage gebracht, doch erleichtert er ihr das Leben, wo es ihm nur möglich ist. Auch Benjamin Klein tritt einerseits zwar als zwielichtiger Diener auf, andererseits verwendet er einen Teil seiner Einkünfte dazu, seinen bedürftigen Familienangehörigen zu helfen.

## Publikations- und Rezeptionsgeschichte
Parallel zum Vorabdruck in der Berliner Illustrierten Zeitung ab November 1929 bis April 1930 erfolgt die Buchveröffentlichung in der gelben Reihe des Berliner Ullstein-Verlages sowie ein Manuskriptfragment in Abdruck in einer Literaturgeschichte.
Die Pressereaktionen sind beim Erscheinen des Romans, der mit Clara Viebigs 70. Geburtstag zusammenfällt, positiv. Es ist die Rede von der unverbrauchten Gestaltungskraft der Autorin, die sich „auf der Höhe ihres Könnens“ zeige, wobei sie sich erfolgreich an eine widersprüchliche Person annähere und ein Charakterbild schaffe, das „zugleich unheimlich und anziehend und außerordentlich wahr“ sei. Auch werden Parallelen zur ‚Madame Bovary‘ des französischen Naturalisten Gustave Flaubert und zu Viebigs Roman ‚Absolvo te!‘ gezogen. Man weist auf Bezüge von Viebigs historischen Romanen zu den Problemen der Gegenwart hin und lobt, sie klammere sich nicht an das Sensationelle, sondern „spür[e] den tiefen Zusammenhängen nach“ und gebe „das Seelenbild einer zerrissenen Frau, die, mit glänzenden Anlagen, in Schande und Unglück kommt.“
Indes wird aber auch, ohne weitere Begründung, konstatiert, Viebig vermöge weder die Schönheit des Bösen noch die dunklen dämonischen Kräfte ihrer Protagonistin zu zeigen. Auch wird in einer zeitnah erscheinenden Dissertation 'Charlotte von Weiß' im Kontext von Viebigs Gesamtwerk, ebenfalls ohne weitere Begründung, als „von geringerer künstlerischer Bedeutung“ eingeschätzt, dessen Stoffwahl als ‚verfehlt‘ empfunden wird. Dann gerät der Roman zunächst in Vergessenheit.
1950 entschließt sich der Schaffer-Verlag in Hannover zu einer Neuauflage, aber weiterhin wird der Roman zu Viebigs „künstlerisch vollkommen verfehlten, figurenbetonten, auf das Seelenleben des Menschen eingehenden Werken“ gezählt. Das Interesse an dem Roman ermöglicht allerdings 1989, in zweiter Auflage 1991, eine weitere Veröffentlichung bei Moewig, 1998 erneut bei Ullstein. Viebigs Zuwendung zu historischen Romanen wird weiterhin plakativ als Flucht aus der Misere der Gegenwart in eine heile Vergangenheit interpretiert.
Ein vertieftes wissenschaftliches Interesse an diesem Werk entsteht in den 1990er Jahren, im Zuge einer allgemein verstärkten Beachtung von Viebigs Gesamtwerk, insbesondere in der französischen Literaturwissenschaft. So ordnet Michel Durand im Rahmen seiner Betrachtung von Berliner Romanen auch ‚Charlotte von Weiß‘ zu den historischen Romanen und konstatiert Viebig eine Abkehr von naturalistisch geprägten Zeitromanen wie auch von dem typischen Berlin-Roman. Die deutsch-französischen Literaturwissenschaftlerin Helga Abret unterzieht den Roman erstmals 2004, vertiefend 2012, in rehabilitierender Weise einer aufschlussreichen Betrachtung.
Schließlich wird im Jahr 2015 ein Romanauszug in einem ‚Clara Viebig Lesebuch‘ aufgenommen.

### Ausgaben
- 1929: Vorabveröffentlichung in Fortsetzungen, in: Berliner Illustrierte Zeitung, 38. Jg. Nr. 46 vom 17. November 1929 bis 3. April 1930.
- 1929: Berlin: Ullstein [283 S].
- 1931: Abdruck eines Manuskriptfragments, in: Illustrirte Geschichte der Deutschen Literatur v. den ältesten Zeiten bis zur Gegenwart, hrsg. v. Anselm Salzer, 4. Bd.: Vom neuen Sturm und Drang bis zur Gegenwart, 1. Teil, Regensburg: Habbel (Druck zwischen S. 1800 und 1801).
- 1950: Hannover: Schaffer [271 S.]
- 1989: 1. Aufl., Rastatt, Moewig [272 S.]
- 1991: 2. Aufl., Rastatt, Moewig [272 S.]
- 1998: Berlin: Ullstein [348 S.]
- 2015: Auszug, in: Clara Viebig Lesebuch, zusammengest. v. Bernd Kortländer, Köln: Nyland (118–123).